# Kiril Pejčinović
Kiril Pejčinović (makedonski: Кирил Пејчиновиќ, bugarski: Кирил Пейчинович) ( selo Tearce kod Tetova, Osmansko carstvo oko 1771. - Lešočki manastir kod Tetova, Osmansko carstvo 1845.) 

Kiril Pejčinović čitav svoj život proveo je kao monah, u raznim manastirima. Ono što ga izdvaja od drugih monaha svoga doba je njegov književno - prosvjetiteljski rad. On je jedan od prvih pisaca uz Joakima Krčevskog, na govornom narodnom jeziku, a ne na crkvenoslavenskom (ili staroslavenskom) što je bila dotadašnja praksa.

Kiril Pejčinović je danas točka velikih prijepora, čiji je on pisac bio - Bugari ga drže i slave kao svoga, isto tako i Makedonci. Istina je međutim negdje dalje, jezik kojim je on pisao daleko je od današnjih standarnog bugarskog i makedonskog, on je u skladu sa svojim skromnim obrazovanjem, jednostavno pisao kako je mogao i umio, nastojeći uhvatiti jezik svoje okoline.

## Životopis

### Mladost i školovanje na Atosu
Pejčinović je rođen u Pološkoj kotlini u selu Tearce blizu Tetova, u tadašnjem Osmansko carstvo (danas Sjeverna Makedonija). 
Ni dan danas se ne zna pravo svjetovno ime Kirila. Iz poeme, koju si je dao uklesati na vlastiti grob, znamo da je osnovno obrazovanje dobio u okviru manastirske škole u Lešočkom manastiru pored Tetova.
Pretpostavlja se da je daljnje školovanje dobio u manastiru sv. Jovan Bigorski kod Debra. 
Kirilov otac Pejčin, rasprodao je sav svoj imetak u selu Tearce, i zajedno sa sinom i bratom otišao u manastir Hilandar na Svetu goru Atos, koji je u to vrijeme bio pod velikim utjecajem bugarskih monaha. Tu su se sva trojica zaredili, otac Pejčin dobio je redovničko ime Pimen, njegov brat postao je - Dalmant, a sin - Kiril. Nakon toga Kiril se vratio u Tetovo, od tamo je poslan u Kičevo u manastir sv. Bogorodica, u ovom manastiru je postao Jeromonah.

### Kiril kaoigumanMarkovog manastira kod Skoplja
Od 1801. godine Pejčinović je iguman u Markovu manastiru sv. Dimitra Solunskog blizu Skopja. Prije Pejčinovićeva dolaska manastir je bio u bijednim prilikama, većina manastirskih zgrada, osim crkve, bile su ruševine. Za njegove uprave koja je trajala skoro 17 godina, sve do 1898. godine, Kiril je kao upravitelj manastira poduzeo je ozbiljne mjere da ozdravi život u manastiru. Uspio ga je obnoviti, i povećati biblioteku.
U ovom manastiru napisao je svoje najpoznatije djelo, Kniga sija zovomaja ogledalo, - kraće Ogledalo, koja je otisnuta 1816. godine u Budimpešti.

### Kiril kaoigumanLešočkog manastira
Ne zna se točno kad je Kiril napustio Markov manastir kod Skopja, prema legendi, to se desilo nakon svađe s grčkim mitropolitom Skopja, nakon toga on je morao napustiti manastir. 1818. godine Pejčinović je ponovno otputovao na Svetu goru da posjeti oca i strica. Nakon toga poslan je u Lešočki manastir sv. Atanazija pored sela Gorno Lešok, blizu svog rodnog sela Tearce. Manastir je bio napušten više od 100 godina, nakon što su ga razorili janjičari 1690.? ili 1710.? godine.
Uz pomoć lokalnog stanovništva Kiril je uspio potpuno obnoviti Lešočki manastir i pretvoriti u središte vjerskog, prosvjetnog i kulturnog života tog dijela današnje Sjeverne Makedonije i šire regije. U manastiru je djelovala škola za opismenjavanje lokalne djece, Kiril je neuspješno želio pokrenuti i tiskaru u manastiru. Ali je materijalno pomogao Teodoziju Sinajskom (iz Dojrana) da on obnovi svoju izgorjelu u Solunu.
U toj tiskari je 1840. godine Kiril Pejčinović, otisnuo svoju drugu knjigu Utešeniе grešnim. 

Kiril Pejčinović umro je 12. ožujka 1845. godine u Lešočkom manastiru gdje je i pokopan u krugu manastira. 
- 1934. godine, bugarsko selo Burumli, pored grada Ruse prezvano je Pejčinovo u počast Kirila Pejčinovića.

## Radovi
Kiril Pejčinović napisao je tri knjige za svog života, dvije je uspio otisnuti a treća mu je ostala u rukopisu Žitie i služba na car Lazar, sve tri bile su religioznog sadržaja.

### Ogledalo
Ogledalo je zbirka religijskih molitvi i naputaka. Na ovitku knjige stoji da je napisana modernim bugarskim jezikom iz Donje Mezije ? ('препростейшим и некнижним язиком Болгарским долния Мисии'). Knjiga je tiskana 1816. godine u Budimpešti.

### Utešeniе grešnim
Pejčinovićeva druga knjiga - Utešeniе grešnim ("Utjeha grešnicima"), je poput prve zbirka kršćanskih molitava i savjeta za svakodnevni život, poput onog kako treba organizirati vjenčanje.
Utešeniе grešnim bilo je spremno za tisak 1831., to znamo po bilješci, koju je napisao Kiril na svojem originalnom rukopisu. Rukopis je poslan u Beograd na tisak, ali iz nepoznatih razloga knjiga nije otisnuta. Otisnuta je devet godina kasnije 1840. u Solunu, kod Teodozija Sinajskog. Za vrijeme tiskanja knjige, tiskar ali i monaški kolega Teodozije Sinajski je promijenio izvorni Pejčinovićev uvod svojim. Na ovitku je ponovno pisalo da je napisana na bugarskom jeziku iz Donje Mezije ali uz pobliži opis da se radi o jeziku iz Skopja i Tetova ('простий язик болгарски долния Мисии Скопсский и Тетовский').

### Pjesme
1835. napisao je svoj vlastiti epitaf u stihovima, koji se nalazi na njegovu grobu. Za te stihove Bugari, a i Makedonci drže da su prvi stihovi na  suvremenom bugarskom ili  suvremenom makedonskom, to ovisi o kutu gledanja.

Dolje imate posljednju kiticu te poeme - epitafa.
| Ovdje leži Kirilovo telo U manastir i u Lešok selo Da Bog za dobroe delo. 1. 2. 3. - Premin portal: КИРИЛ ТЕТОЕЦ ПЕЈЧИНОВИЌ (mak.) - Манастирот во Лешок Св.Атанасиј[neaktivna poveznica] (mak.) |